# Thraustochytrida
Thraustochytrida Caval.-Sm. – rząd organizmów grzybopodobnych zaliczany do królestwa Chromista (grzybopływki).

## Systematyka
Pozycja w klasyfikacji według Index Fungorum: Labirynthilida, Labyrinthulea, Incertae sedis, Bigyra, Chromista.
Według aktualizowanej klasyfikacji Index Fungorum bazującej na Dictionary of the Fungi do rzędu Thraustochytrida należą rodziny:
- Amphifilidae Caval.-Sm. 2012
- Aplanochytriidae C.A. Leander & Caval.-Sm. 2012
- Diplophryidae Caval.-Sm. 2012
- Sorodiplophryidae
- Thraustochytriidae Sparrow ex Cejp 1959